# Fields (groupe)
 (août 2019).
Si vous disposez d'ouvrages ou d'articles de référence ou si vous connaissez des sites web de qualité traitant du thème abordé ici, merci de compléter l'article en donnant les références utiles à sa vérifiabilité et en les liant à la section « Notes et références ».
Pour les articles homonymes, voir Field et Fields.

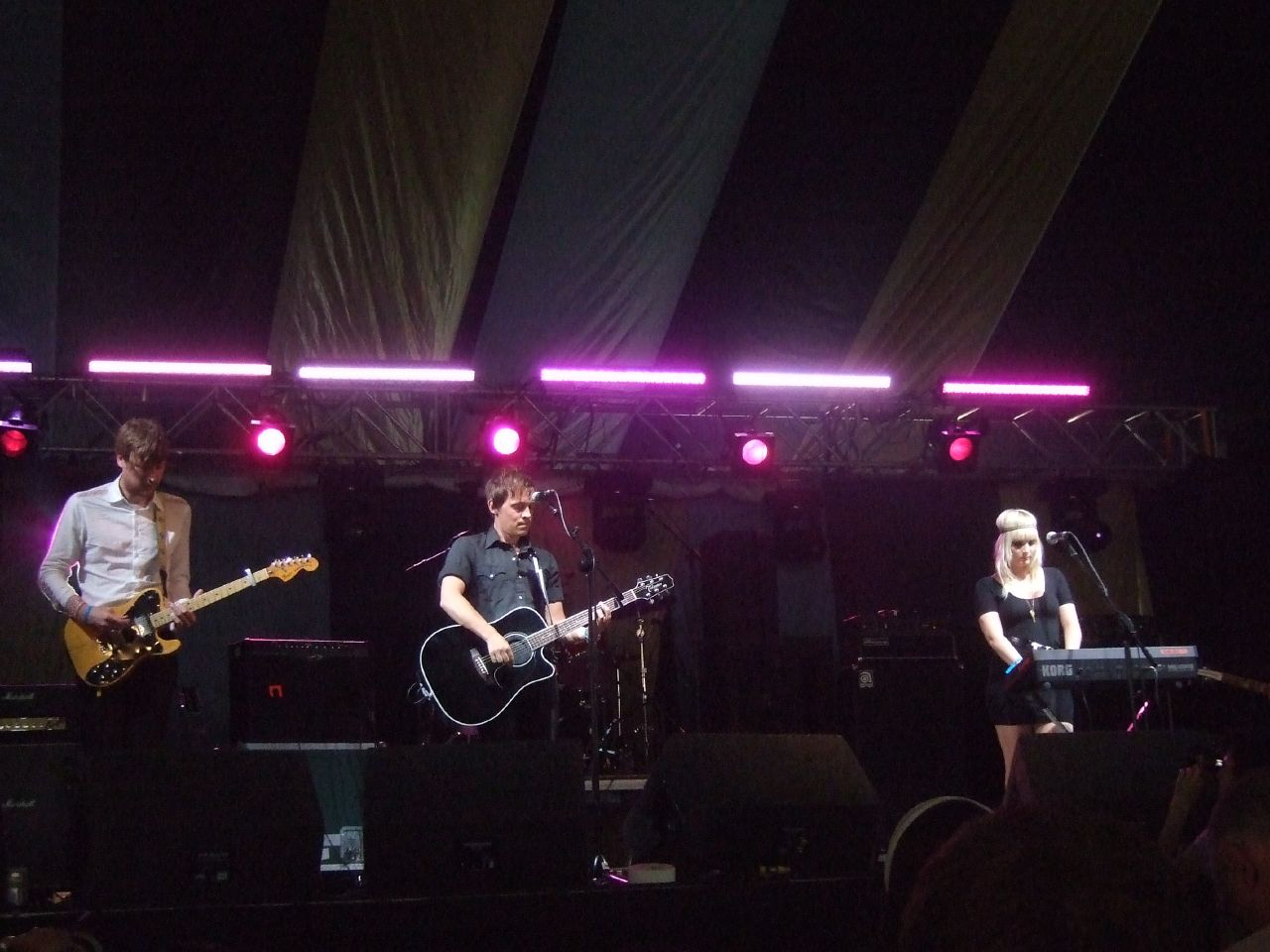

Fields était un groupe de musique électronique/rock indépendant anglo-islandais formé à Londres en 2006. Après avoir joué ses premières émissions en direct, le groupe a signé un contrat avec Atlantic Records, qui lui a permis de sortir sur son propre label Black Lab Records, son premier album en 2007, Everything Last Winter, avec le producteur Michael Beinhorn au Sun Studios de Dublin.
Le chanteur Nick Peill a lancé la plupart des chansons de Fields. Avec Peill, le chanteur et le claviériste Þórunn Antonía, le guitariste Jamie Putnam, le batteur Henry Spenner et le bassiste Matty Derham qui a rejoint plus tard Does It Offend You, Yeah?
Les Fields ont joué en tournée avec Wolfmother et Bloc Party et ont ensuite fait leur propre tournée en 2007.
Bien que les enregistrements aient commencé sur un album intitulé Lost Frequencies, qui devait inclure les chansons Sun In Your Eyes, Constantly, Are You Ready Yet?, Worst Love et Call the Captain, l'album est resté inédit, puisque le groupe s'est séparé en 2009 après avoir perdu son contrat d'enregistrement.
Titres phare de l'album Everything Last Winter
- You Brought This on Yourself
- The Death
- Charming the Flames

## Musiciens
- Nick Peill : voix, guitare acoustique, claviers
- Þórunn Antonía Magnúsdóttir : claviers, voix, synthé
- Henry Spenner : percussions, voix
- Matty Derham : guitare basse
- Jamie Putham : guitare électrique

## Discographie
Singles/EPs
- 2006 : Song For the Fields, Black Lab Records
- 2006 : 8 From the Village, Warner Music
- 2006 : 4 from the Village, Black Lab Records
- 2006 : 7 From The Village EP, Atlantic Records
- 2006 : Heretic, Black Lab Records
- 2006 : If You Fail We All Fail
- 2007 : Feathers, Atlantic Records
- 2007 : Charming The Flames, Atlantic Records

Album
- 2007 : Everything Last Winter, Atlantic Records

## Vidéos
- Song For the Fields (2006)
- Brittlesticks (2006)
- If You Fail We All Fail (2006)
- Charming the Flames (2007)